# Comté de Wollondilly
Le comté de Wollondilly (en anglais : Wollondilly Shire) est une zone d'administration locale située dans l'État de Nouvelle-Galles du Sud en Australie, dont le siège est Picton.

## Géographie
Le comté doit son nom à la rivière Wollondilly qui le traverse. Il s'étend sur 2 689 km2 dans les Hautes Terres du sud, au sud-ouest de l'agglomération de Sydney.
La plus grande partie du comté est occupée par des parcs nationaux et par des lacs artificiels qui servent de réserve d'eau pour la ville de Sydney. Le comté fournit d'ailleurs 97 % des besoins en eau de la ville.
La Hume Highway est la principale voie de communication qui traverse le comté.

### Villes et villages
Le comté comprend Picton, ainsi que les villes et villages d'Appin, Bargo, Belimbla Park, Brownlow Hill, Buxton, Camden Park, Cawdor, Couridjah, Douglas Park, Glenmore, Lakesland, Maldon, Menangle, Mount Hunter, Mowbray Park, Oakdale, Orangeville, Pheasants Nest, Tahmoor, Theresa Park, The Oaks, Thirlmere, Warragamba, Werombi et Wilton. Il abrite aussi la ville fantôme d'Yerranderie.

## Démographie
| 2001   | 2006   | 2011   | 2016   | 2021   |
| ------ | ------ | ------ | ------ | ------ |
| 36 953 | 40 344 | 43 259 | 48 519 | 53 961 |

## Politique et administration
La zone comprend deux subdivisions appelées wards. Le conseil comprend le maire et huit membres élus, à raison de quatre par ward, pour un mandat de quatre ans. À la suite des élections du 4 décembre 2021, le conseil est formé d'indépendants. 

### Liste des maires
| Période                                  | Période           | Identité      | Étiquette    | Qualité        |
| ---------------------------------------- | ----------------- | ------------- | ------------ | -------------- |
| Les données manquantes sont à compléter. |                   |               |              |                |
| septembre 2016                           | 17 décembre 2018  | Judith Hannan | Indépendante | démissionnaire |
| 17 décembre 2018                         | 15 septembre 2020 | Matthew Deeth | Indépendant  |                |
| 15 septembre 2020                        | janvier 2022      | Robert Khan   |              |                |
| 18 janvier 2022                          | en cours          | Matt Gould    | Indépendant  |                |

La zone est rattachée aux circonscriptions de Cunningham et Hume pour les élections fédérales et à celle de Wollondilly pour les élections à l'Assemblée législative de Nouvelle-Galles du Sud.